# Brabham BT53
A Brabham BT53 egy Formula–1-es versenyautó, amelyet a Brabham csapat tervezett és versenyeztetett az 1984-es Formula–1 világbajnokság során. Pilótái a világbajnoki címvédő Nelson Piquet és Teo Fabi voltak, az utóbbit három versenyen a testvére, Corrado Fabi helyettesítette, az utolsó futamon pedig Manfred Winkelhock.

## Áttekintés
Az autó szinte teljesen megegyezett az előző évi BT52B-vel, néhány fontosabb változtatást leszámítva. Az oldaldobozok nagyobbak lettek a hűtés elősegítése érdekében, a turbófeltöltő és a hűtése pedig áthelyezésre kerültek - ugyanis ettől az évtől betiltották a verseny közbeni tankolást, és ez nagyobb üzemanyagtankot kívánt. A meghajtásért továbbra is a BMW turbómotorjai feleltek, amelyek a futamon 800, az időmérő edzésen pedig akár 900 lóerő leadására is képesek voltak. A hátsó szárny két oldalára kis szárnyacskák kerültek fel a leszorítóerő növelése érdekében, hasonlóan más csapatokhoz.
Az egyik pilóta maradt az előző szezon világbajnoka, Piquet, míg a másik autót a Fabi-testvérek vezették. Teo Fabi ugyanis a Champ Car bajnokságban is versenyzett, nem is rossz eredményekkel (debütáló szezonjában pole pozíciót szerzett az Indy 500-on, amire ő volt másodjára képes), így helyette az ütköző futamokon Corrado Fabi ült be, kivéve a portugál nagydíjon, amikor Manfred Winkelhock érkezett az ATS csapattól.
Erre a pilótacserélgetésre a csapat főszponzora, az olasz Parmalat miatt volt szükség. Miután Riccardo Patrese otthagyta a csapatot, ők mindenféleképpen azt szerették volna, hogy a második versenyző olasz legyen. Corrado ekkoriban az Osella csapat versenyzője is volt. Egyes pletykák szerint Piquet azt szerette volna, ha honfitársa, Roberto Moreno lett volna a csapattársa, de a Parmalat közbelépett - ugyancsak ez volt a helyzet John Watsonnal, akit a McLaren csapata tett ki.

## A szezon
Ugyan Piquet két versenyt is megnyert (Kanadában és Detroitban), és több dobogós helyezést is elért, a BMW-motor, jobban mondva annak turbófeltöltője megbízhatatlannak bizonyult. Ez rengeteg meghibásodáshoz vezetett, amit hiába próbált Gordon Murray és a BMW-gyár is minél előbb megoldani, Piquet a kanadai nagydíjig nemhogy pontot sem szerzett, de mindössze egyszer ért célba. A kiesések során vagy vezette a versenyt vagy éppen üldözte az élen haladókat. Ha ez még nem lett volna elég, a McLaren MP4/2 volt a mezőny legjobb autója abban az évben, és a 16-ból 12 versenyt nyertek meg. Így aztán Piquet-nek esélye sem volt megvédeni a bajnoki címét. A megbízhatóság drasztikusan nőtt az idény második felére, így legalább bajnoki ötödik lehetett, a csapat pedig konstruktőri negyedik. Mindez szomorú tény volt annak ismeretében, hogy Piquet az idény során kilenc pole pozíciót kis szerzett. Ez azért is volt így, mert kevesebb üzemanyaggal sokkal jobban mentek, mint az új szabályok miatti teli tankkal. 

## Eredmények
(félkövérrel jelölve a pole pozíció; dőlt betűvel a leggyorsabb kör)
| Év   | Csapat            | Motor      | Gumik | Pilóták            | 1   | 2   | 3   | 4   | 5   | 6   | 7   | 8   | 9   | 10  | 11  | 12  | 13  | 14  | 15  | 16  | Pontok | Helyezés |
| ---- | ----------------- | ---------- | ----- | ------------------ | --- | --- | --- | --- | --- | --- | --- | --- | --- | --- | --- | --- | --- | --- | --- | --- | ------ | -------- |
| 1984 | MRD International | BMW M12/13 | M     |                    | BRA | RSA | BEL | SMR | FRA | MON | CAN | DET | DAL | GBR | GER | AUT | NED | ITA | EUR | POR | 38     | 4.       |
| 1984 | MRD International | BMW M12/13 | M     | Nelson Piquet      | KI  | KI  | 9   | KI  | KI  | KI  | 1   | 1   | KI  | 7   | KI  | 2   | KI  | KI  | 3   | 6   | 38     | 4.       |
| 1984 | MRD International | BMW M12/13 | M     | Teo Fabi           | KI  | KI  | KI  | KI  | 9   |     |     | 3   |     | KI  | KI  | 4   | 5   | KI  | KI  |     | 38     | 4.       |
| 1984 | MRD International | BMW M12/13 | M     | Corrado Fabi       |     |     |     |     |     | KI  | KI  |     | 7   |     |     |     |     |     |     |     | 38     | 4.       |
| 1984 | MRD International | BMW M12/13 | M     | Manfred Winkelhock |     |     |     |     |     |     |     |     |     |     |     |     |     |     |     | 10  | 38     | 4.       |